# Sarcoscypha coccinea
Саркосцифа червона, ельфійська шапка, ельфійська чаша (Sarcoscypha coccinea) — вид грибів роду саркосцифа (Sarcoscypha). Сучасну біномінальну назву надано у 1889 році. Scyphus латинською означає «чаша», «бокал», coccinos —  «яскраво-червоний». Саркосцифа яскраво-червона є першим грибом ранньовесняного лісу.

## Будова
Апотецій має форму м'ясистою чашки чи келиха 1-6 см. Плодове тіло спочатку кругле, а потім чашоподібне 2-5 см в діаметрі. Всередині яскраво-червоне, тоді як ззовні покрите мініатюрними волосинками. Ніжка міцна, коротка (до 3 см), білуватого кольору, часто занурена в грунт. М'якуш пружний і тонкий. Сумки восьмиспорові, 400-500х15-18мкм. Парафізи заповнені червоно-рожевими краплями олії. Спори розміщені в сумці однорядно, безбарвні.

## Життєвий цикл
Плодові тіла зазвичай з'являються після сходження снігу у березні. Під час теплих зимах можливе плодоношення і взимку (кінець січня)[джерело?].

## Поширення та середовище існування
Росте на відмерлій деревині, іноді на грунті в листяних лісах. Поширений вид на усіх континентах.

## Можна сплутати
З іншими бокалоподібними грибами алеврією оранжевою (Аleuria aurantia). Алеврія оранжева більша за розміром, з'являється пізніше за саркосцифу, має ніжний м'якуш.

## Практичне використання
Існують свідчення, що гриб їстівний. Використовується після 10-ти хвилинного відварювання, вареним, смаженим, а також сушеним.

## Галерея

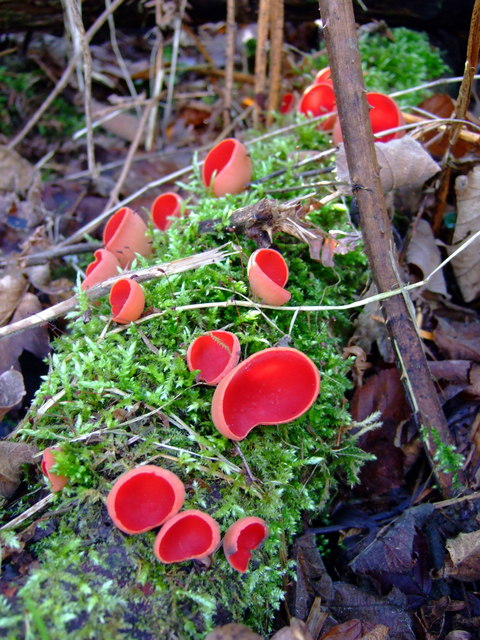
Група грибів на відмерлому дереві
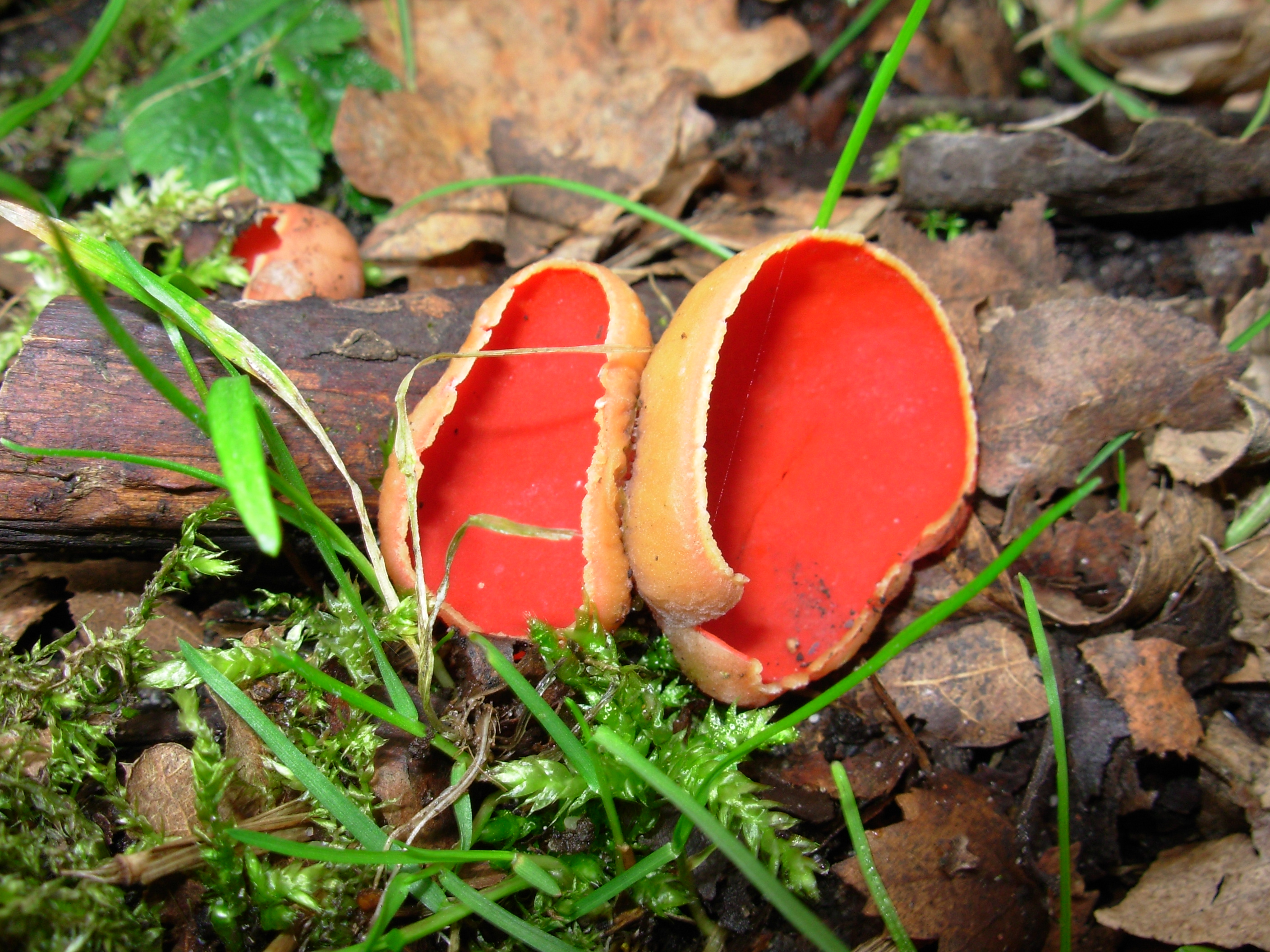
Два плодових тіла
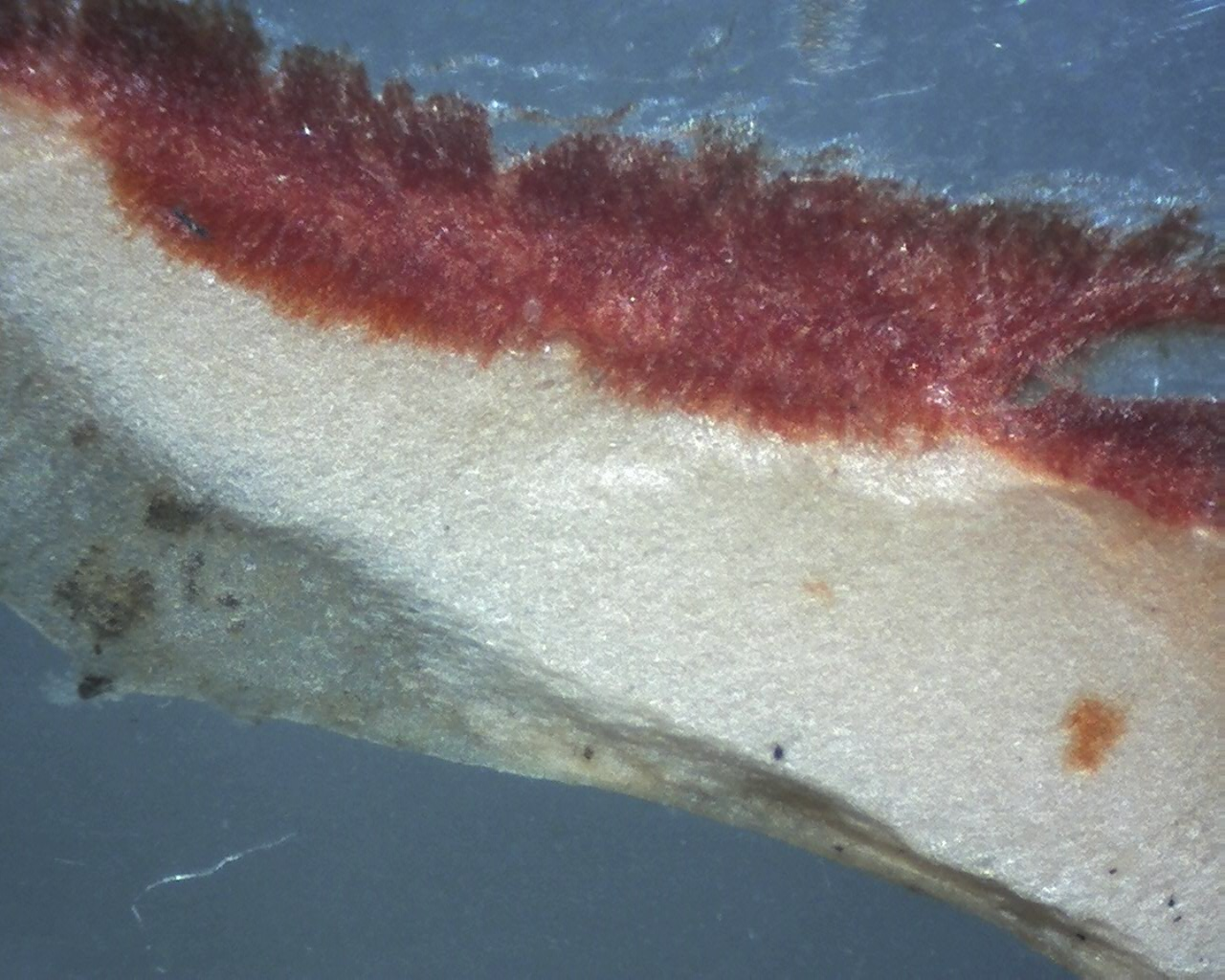
Зріз